# Laban Petterkvist tränar till Olympiska spelen
Laban Petterkvist tränar till Olympiska spelen är en svensk stumfilm i kortfilmsformat från 1912 med manus av Herman Lantz och foto av Julius Jaenzon.
Filmen spelades in i AB Svenska Biografteaterns ateljé på Lidingö och ytterligare scener togs på Restaurang Pelikan i Slussen och på Langborgs idrottsmagasin på Birger Jarlsgatan i Stockholm. Den premiärvisades på Röda kvarn Sveasalen i Stockholm den 22 april 1912.

## Rollista
- Gustaf Bengtsson – Laban Petterkvist
- Lilly Jacobsson – Labans fästmö
- Herman Lantz – Springer Scutt, tränare, även kallad Mr. Scott
- Victor Arfvidson – kavaljer till den unga dam, som får Laban neddråsande i famnen

### Fotnoter
1. 1 2  ”Laban Petterkvist tränar till Olympiska spelen”. Svensk Filmdatabas. http://sfi.se/sv/svensk-filmdatabas/Item/?itemid=3272&type=MOVIE&iv=Basic&ref=/templates/SwedishFilmSearchResult.aspx?id%3d1225%26epslanguage%3dsv%26searchword%3dLaban+Petterkvist+tr%C3%A4nar+till+Olympiska+spelen%26type%3dMovieTitle%26match%3dBegin%26page%3d1%26prom%3dFalse. Läst 18 april 2013.